# 国連の友Asia-Pacific

## 国連の友Asia-Pacific

### 【基本情報】
■格付：特定非営利活動法人
■組織名：国連の友Asia-Pacific（コクレンノトモアジアパシフィック）
■英文組織名：Friends of the United Nations Asia-Pacific
■略称：FOUNAP
■設立日：2008年
■代表者：アンワルル K. チャウドリー大使（会長）
■活動地域：アジア太平洋
■事務所：東京都港区北青山2-7-20 猪瀬ビル2F
■公式サイト：http://www.founap.org/

### 【活動内容】
国連の友Asia-Pacific（こくれんのともアジアパシフィック、英: Friends of the United Nations Asia-Pacific、FOUNAP）は、1985年にアメリカ合衆国ニューヨークで設立された国連本部承認のNGO機関「国連の友（英: Friends of the United Nations）」のアジア太平洋地区（西アジアを含む）での活動を円滑に行うため、2008年に設立された特定非営利活動法人である。
国連の理念・活動の重要性の広報事業の他、国内外の災害人道支援、スポーツや音楽を通じた国際交流などを、自治体・企業・団体・個人と提携し、世界の恒久的な繁栄と平和をもたらす啓発と推進活動を行っている。2015年9月以降は、国連持続可能な開発目標(SDGs)推進に取り組み、鯖江市SDGs推進センターや江戸川区SDGs推進センターを拠点とし活動している。また、ニューヨーク国連本部での「SDGs推進会議」を主催している。

### 【活動目的】
1. 学術、文化、芸術またはスポーツの振興を図る活動[3]
2. 環境の保全を図る活動[3]
3. 人権の擁護または平和の推進を図る活動[3]
4. 国際協力の活動[3]
5. まちづくりの推進を図る活動[3]
6. 男女参画社会の形成の促進を図る活動[3]
7. 上記の活動を行う団体の運営または活動に関する連絡、助言及び援助の活動[3]

地方行政、他NGO・NPO団体、企業や個人と連携し、「持続可能な開発目標」（SDGs）の活動を推進。

### 【主な連携自治体】
- 福井県鯖江市
- 東京都江戸川区
- 静岡県静岡市
- 千葉県木更津市

### 【主な協力組織】
世界連邦ユースフォーラム｜(株)第一興商｜浦和レッズ（浦和レッドダイヤモンズ(株)）｜（一社）日本プロ野球名球会｜KNT-CTホールディングス(株)｜（一社）日本歌手協会｜(株)NTTドコモ｜(株)電通｜東京ガールズコレクション（(株)W TOKYO※東京ガールズコレクション実行委員会）｜(株)シャンソン化粧品｜(株)ホテル三日月

### 【活動事例】
- SDGs推進を目的とした「NY国連本部SDGs推進会議」を主催
- 「ハートフルサッカーinアジア」および、東日本大震災の被災地支援プロジェクト「浦和レッズ ハートフルクラブ in 東北(福島・岩手)」を浦和レッズと共催[4][5]。
- 東京ガールズコレクションの後援[6]。
- 東日本大震災時、被災地へのカラオケ機材の提供[7][8]。

### 【役員構成】
出典：国連の友Asia-Pacific
| 役職         | 人名                      | 経歴                                                                 |
| ------------ | ------------------------- | -------------------------------------------------------------------- |
| 会長         | Amb. Anwarul K. Chowdhury | 元国連事務次長、元国連大使、元国連安保理議長、元国連総会議長上級顧問 |
| 理事         | Dr. Noel J. Brown         | 本部代表、国連開発計画特別顧問                                       |
| 理事         | Suzanne Harvey            | 本部理事、UNウィメン米国国内委員会理事                               |
| 理事         | 金森孝裕                  | 代表理事                                                             |
| 理事         | 中村静雄                  | 非常勤（公認会計士）                                                 |
| 特別顧問     | 牧野百男                  | 元福井県鯖江市長                                                     |
| 文化部門顧問 | 吉川壽一                  | 前衛書家                                                             |
| 顧問         | 大谷裕巳                  |                                                                      |